# Selago flanaganii
Selago flanaganii är en flenörtsväxtart som beskrevs av Robert Allen Rolfe. Selago flanaganii ingår i släktet Selago och familjen flenörtsväxter. Inga underarter finns listade i Catalogue of Life.